# 마리아노 폰세
마리아노 폰세(Mariano Ponce, 1863년 3월 23일~1918년 3월 23일)는 필리핀의 의사, 작가, 프로다간다 운동의 활동적인 회원이었다. 스페인에서, 그는 ‘라 솔리라디다드’(La Solidaridad)와 ‘히스패닉 필리핀 협회’(Asociacion Hispano-Filipino)의 창시자였다. 그의 중요한 작품으로는 〈라 오세아니아 에스파뇰라〉(La Oceania Española, 1892–1893)와 〈엘 이데알〉(El Ideal, 1911–1912)에서 등장한 필리핀의 역사적 사건을 다룬 컬럼, 〈필리핀 일기〉(Efemerides Filipinas)가 있다. 그는 1917년 국어의 중요성에 대해 토론한 〈라히에서 앙 위카〉(Ang Wika at Lahi)를 썼다. 불라칸주의 국회의원을 역임했다.

## 생애
폰체는 불라칸주 발리우아그에서 태어났으며, 초등교육을 이곳에서 마쳤다. 이후 그는 콜레지오 데 산 후안 데 레트란(Colegio de San Juan de Letran)에 입학하였고, 산토 토마스 대학교에서 의학을 공부했다. 1881년, 그는 엔베르시다드 센트랄 데 마드리드에서 의학 공부를 계속하기 위해 스페인을 여행했다.
그곳에서 그는 마르셀로 델 필라와 가르시아노 로페즈 자에나, 호세 리잘 그리고 다른 선전 운동과 반스페인 운동을 벌였던 동료를 만났다.